# Henckelia nitida
Henckelia nitida är en tvåhjärtbladig växtart som först beskrevs av R. Kiew och A. Weber, och fick sitt nu gällande namn av A. Weber. Henckelia nitida ingår i släktet Henckelia och familjen Gesneriaceae. Inga underarter finns listade i Catalogue of Life.